# アウレリアン・キツ
アウレリアン・キツ（ルーマニア語: Aurelian Chițu, 1991年3月25日 - ）はルーマニア出身のサッカー選手。ポジションはミッドフィールダー。
Kリーグ時代の登録名はキジュ（ハングル: 키쭈）。

## 来歴
2009年、当時ルーマニア3部リーグ所属のFCヴィトルル・コンスタンツァと契約し、チームのリーガ1昇格に貢献した。2012-13シーズンにリーガ1でデビューを果たすと、33試合8得点の活躍でDigi Sportsの年間最優秀若手選手賞に選出された。
2013年6月、ヴァランシエンヌFCに移籍した。同年8月10日、トゥールーズFC戦でリーグ・アンに初出場した。しかし、2013-14シーズンはヴァランシエンヌで7試合0得点、2014年冬に期限付き移籍したPASヤニナで3試合1得点と結果を残せなかった。
2014年8月、FCアストラ・ジュルジュに移籍した。

## 代表
2013年2月6日、オーストラリア戦でルーマニア代表デビューを果たした。

## 所属クラブ
- 2009年7月 - 2013年6月  FCヴィトルル・コンスタンツァ
- 2013年7月 - 2014年8月  ヴァランシエンヌFC
- → 2014年1月 - 2014年6月  PASヤニナFC (期限付き移籍)
- 2014年8月 - 2015年7月  FCアストラ・ジュルジュ
- 2015年7月 -   FCヴィトルル・コンスタンツァ